# Sébastien de Rosmadec
 Sébastien de Rosmadec  (mort le 19 juillet 1646), fut évêque de Vannes de 1622 jusqu'à sa mort.

## Origine
Sébastien de Rosmadec est le 4e fils de Jean de Rosmadec, seigneur du Plessis-Josso, et de Marguerite Jégo, dame de Lesnehué

## Homme d'Église
Cadet destiné à l'Église, on ne connaît pas sa formation, mais il détient une licence in utroque jure et il est d'abord brièvement moine bénédictin à l'abbaye de Saint-Germain-des-Prés de Paris. Il reprend l'état séculier et devient sous-diacre et le 3 octobre 1608 abbé commendataire de Paimpont et assiste à ce titre aux États généraux de Paris en 1614.
Il résigne son abbaye en 1622 avant d'être nommé puis consacré deux ans plus tard par l'archevêque de Tours comme évêque de Vannes le 11 février 1624, œuvrant dans son diocèse pour le triomphe de la Réforme catholique.
Le 26 juillet 1625, il reconnaît les apparitions de Sainte Anne à Yves Nicolazic en célébrant au village de Ker Anna - devenant par la suite Sainte-Anne-d'Auray - la première messe du sanctuaire qui deviendra le principal lieu de pèlerinage de Bretagne, avec notamment tous les 26 juillet son grand pardon annuel.
Il préside l'Ordre de L'Église aux États provinciaux tenus dans sa ville de Vannes les 4 janvier 1629 et 22 janvier 1643.
Sébastien de Rosmadec meurt à Vannes le 29 juillet 1646 et est inhumé dans sa cathédrale.

### Sources
- Hyacinthe Morice, Mémoire pour servir de preuves à l'Histoire Ecclésiastique et civile de Bretagne, Tome III, Préface p. X